# Peñagrande (métro de Madrid)
Peñagrande est une station de la ligne 7 du métro de Madrid, en Espagne. Elle est établie sous l'intersection de la rue de la Bañeza et du chemin de Ganapanes, en limite des quartiers de Peñagrande et d'El Pilar, de l'arrondissement de Fuencarral-El Pardo.

## Situation sur le réseau
La station se situe entre Avenida de la Ilustración au nord et Antonio Machado au sud.

## Histoire
La station est ouverte aux voyageurs le 29 mars 1999, lors de la mise en service du dernier tronçon de la ligne 7 entre Valdezarza et Pitis.

## Services aux voyageurs

### Accès et accueil
La station possède deux accès par des escaliers et des escaliers mécaniques, ainsi qu'un troisième direct depuis l'extérieur par ascenseur.

### Intermodalité
La station est en correspondance avec les lignes de bus n°42, 126, 132, 137 et 147 du réseau EMT.